# 四里駅
四里駅（サリえき）は大韓民国京畿道安山市常緑区にある水仁・盆唐線の鉄道駅である。

## 歴史
- 1966年8月1日 - 停車場として営業開始[1]。
- 1996年1月1日 - 旅客営業中止[2]。事実上廃止。
- 2015年9月4日 - 鉄道距離簿から削除[3]。正式に廃止。
- 2020年9月12日 - 水仁線漢大前駅 - 水原駅間の首都圏電鉄開業に伴い再開業。

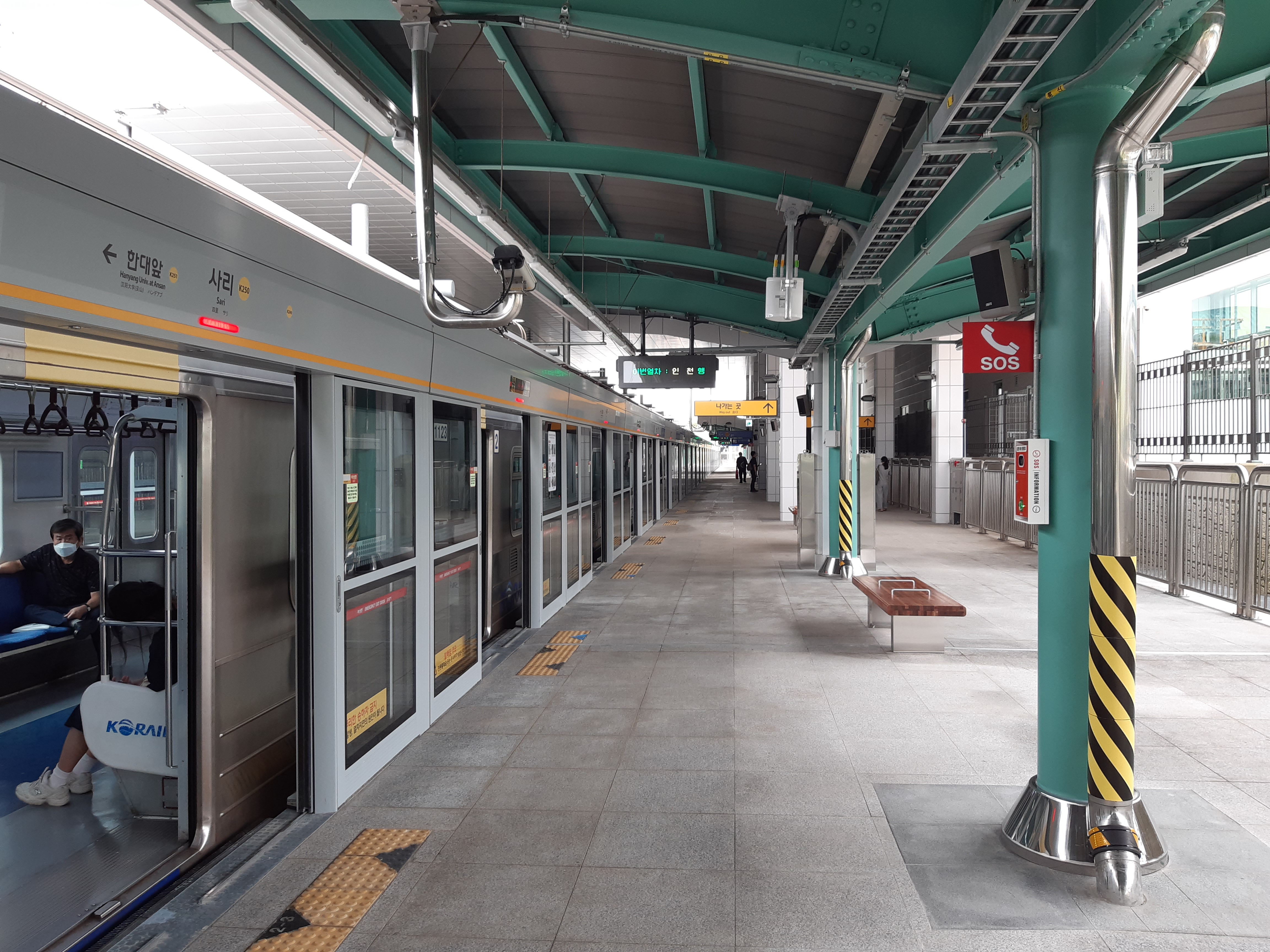
ホーム
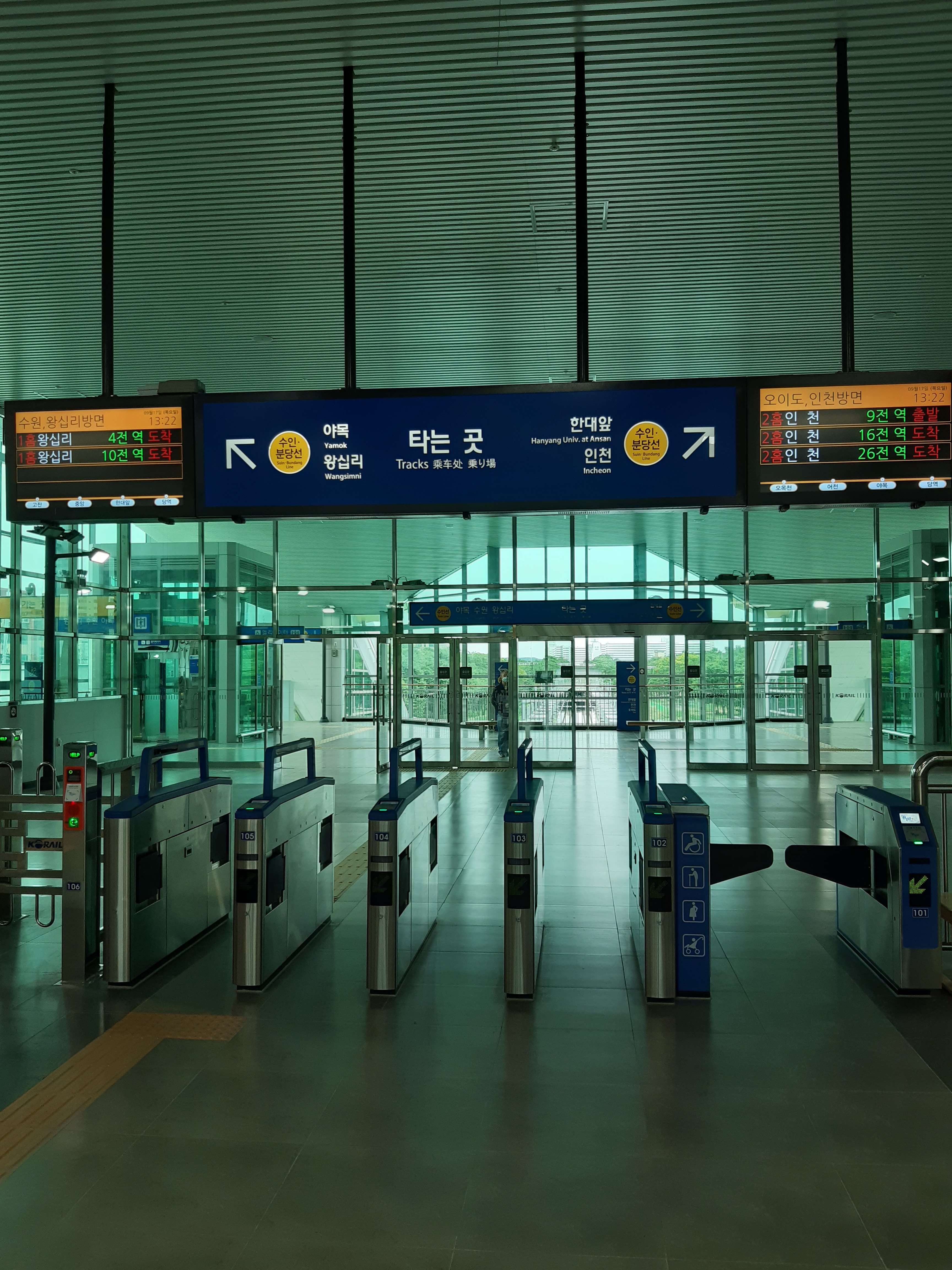
改札口

## 参考資料
1. ↑  大韓民国官報鉄道庁告示第264号（1966年8月25日）
2. ↑  大韓民国官報鉄道庁告示第1995-59号（1995年2月5日）
3. ↑  国土交通部告示第2015-620号（2015年9月4日）